# SN 1604

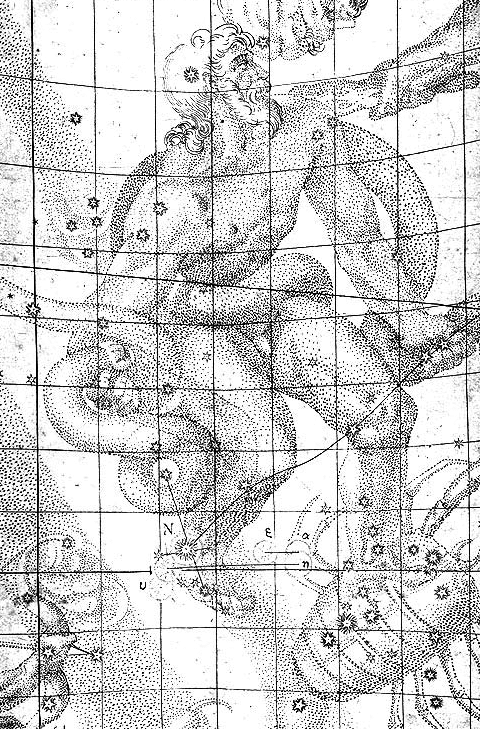

Supernova 1604, cunoscută și ca Supernova lui Kepler, Nova lui Kepler sau Steaua lui Kepler (intrucât a fost observată prima dată de astronomul și matematicianul Johannes Kepler), este o supernovă din Calea Lactee, în constelația Ophiuchus. 
Începând din aprilie 2010 aceasta este, fără îndoială, ultima supernovă observată în galaxia noastră, apărută nu mai departe de 6 kiloparseci sau aproximativ 20.000 de ani-lumină distanță de planeta Pământ. Vizibilă cu ochiul liber, a fost mai strălucitoare la apogeu decât oricare altă stea de pe cerul nocturn și față de toate planetele (mai puțin planeta Venus), cu magnitudinea aparentă de -2,5. Acesta a fost vizibilă în cursul zilei timp de peste trei săptămâni. 

## Istoric
Supernova a fost observată pentru prima oară în nordul Italiei în data de 9 octombrie 1604. Johannes Kepler a început să o studieze pe 17 octombrie. A fost denumită după numele său datorită cărții sale despre acest subiect intitulată „De Stella nova in Pede Serpentarii” („O nouă stea pe piciorul lui Ophiuchus”, Praga 1606).

## Astronomie
Acesta a fost a doua supernovă care a fost observată în timpul unei generații (după ce supernova SN 1572 a fost semnalată de Tycho Brahe în constelația Cassiopeia). Nicio supernovă nu a mai fost observată cu certitudine în Calea Lactee, deși multe alte supernove au fost descoperite în afara galaxiei noastre.
Rămășițele supernovei care au rezultat din această supernovă sunt considerate ca aparținând categoriei obiectelor prototip. Acest aspect este încă un obiect de studiu aprofundat în astronomie.